# Шамрай-Грушевська Ганна Сергіївна
Га́нна Сергі́ївна Шамра́й-Груше́вська  (4 (16) квітня 1869, село Сестринівка – 7 серпня 1943, Київ) — український історик і перекладач, сестра Михайла та Олександра Грушевських.

## Життєпис
Науковий співробітник ВУАН, у публікаціях якої містила історичні праці, присвячені історії українських міст й українському культурному життю 18 — 19 вв.: «Стація в лівобережних містах 17 ст.» («Наук. Зб. за рік 1927»). «До історії лівобережних міст у пол. 18 ст.» («Іст.-Геогр. Зб.», т. 2, 1928), «З прилуцького ратушного життя 18 ст.» («Іст.-Геогр. Зб.», т. З, 1929), «Чернігівські ратушні скарги» («Іст.-Геогр. Зб.», т. 1, 1927), «Літературні плани Куліша в 1870-их pp.» («Україна», кн. 37, 1929).

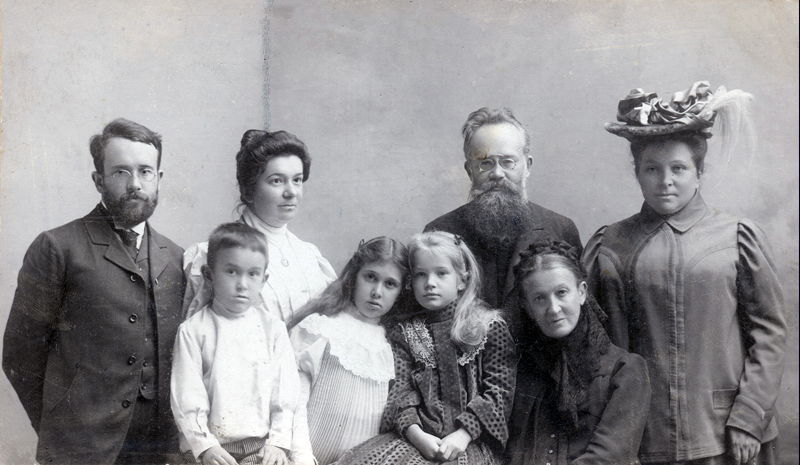
У такому складі родина Грушевських придбала Паньківську, 9. Стоять: Олександр, Ганна, Михайло, Марія. Сидять: Сергій та Ольга Шамраєви, Катерина, Глафіра Захаріївна. Грудень 1906 р.

## Праці
- Оповідання А.А. Солтановського про київське життя 1840-х рр., опущені з цензурних мотивів при виданню 1890-х рр. // Україна. — 1924. — Кн. 3
- У старорежимній провінції: оповідання А. Солтановського, проминені при виданню 1892—4 р. // Україна. — 1925. — Кн. 5
- В старорежимній школі і навколо неї: оповідання А. Солтановського, проминені при виданню 1892—4 рр. // Україна. — 1926. — Кн. 5
- Маршалок Ілляшенко-Кирилович. // За сто літ. — 1927. — Кн. 1
- Стація в лівобережних містах XVII віку. // Науковий збірник за рік 1927. — К., 1927
- Чернігівські ратушні скарги // Історико-географічний збірник. — К., 1927. — Т. І
- До історії лівобережних міст у половині XVIII в. // Історико-географічний збірник. — К., 1928. — Т. ІІ. [Архівовано 31 березня 2014 у Wayback Machine.]
- 3 Прилуцького ратушного життя XVIII в. // Історико-географічний збірник. — К., 1929. — Т. ІІІ. [Архівовано 31 березня 2014 у Wayback Machine.]
- Хуторні плани Куліша в 1870-х роках. // Україна. — 1929, жовтень—листопад